# 水中文化遺産
水中文化遺産（すいちゅうぶんかいさん、英語：underwater cultural heritage）とは、海底、潮間帯、湖底、湖岸、川底、川岸などにある、もしくはかつてあった遺跡、遺構または遺物である。国際連合教育科学文化機関（ユネスコ）の水中文化遺産保護条約により、その範囲が定義されている。日本では、水中遺跡あるいは海底遺跡と呼ばれる場合もある。

## 概要
国際連合教育科学文化機関（ユネスコ）の水中文化遺産保護条約によれば、水中文化遺産とは、文化的、歴史的、または考古学的な性格を有する人類の存在のすべての痕跡であり、その一部または全部が定期的あるいは恒常的に、少なくとも100年間水中にあった次の三つのものである。第一は、遺跡、構築物、建造物、人工物および人間の遺骸で、考古学的および自然的な背景を有するもの、第二は、船舶、航空機、その他の乗物もしくはその一部、その貨物あるいはその他の積載物で、考古学的および自然的な背景を有するもの、第三は、先史学的な性格を有するものである。
第一の範疇に入る水中文化遺産には、地震により海に沈降してしまったジャマイカ島のポート・ロイヤルやエジプトにあるヘラクレイオンなどが含まれる。石干見や海没遺骨なども、この範疇の水中文化遺産である。第二の範疇に入る水中文化遺産は、沈没船やその積荷などであり、以前からトレジャーハンターによる略奪の対象となってきた。国際連合教育科学文化機関の世界遺産に登録されたレッド・ベイのバスク人捕鯨基地（レッド・ベイ国定史跡）周辺から発見された沈没船遺構がその代表例である。第三の範疇に入る水中文化遺産としては、世界で初めて水中文化遺産として世界遺産に登録されたアルプス山脈周辺の先史時代の杭上住居群などがある。